# Witkowo (gromada w powiecie stargardzkim)
Witkowo – dawna gromada, czyli najmniejsza jednostka podziału terytorialnego Polskiej Rzeczypospolitej Ludowej w latach 1954–1972.
Gromady, z gromadzkimi radami narodowymi (GRN) jako organami władzy najniższego stopnia na wsi, funkcjonowały od reformy reorganizującej administrację wiejską przeprowadzonej jesienią 1954 do momentu ich zniesienia z dniem 1 stycznia 1973, tym samym wypierając organizację gminną w latach 1954–1972.
Gromadę Witkowo z siedzibą GRN w Witkowie (obecnie są to dwie odrębne wsie – Witkowo Pierwsze i Witkowo Drugie) utworzono – jako jedną z 8759 gromad na obszarze Polski – w powiecie pyrzyckim w woj. szczecińskim na mocy uchwały nr V/49/54 WRN w Szczecinie z dnia 5 października 1954. W skład jednostki weszły obszary dotychczasowych gromad Kurcewo i Witkowo oraz miejscowość Strzyżno z dotychczasowej gromady Kluczewo ze zniesionej gminy Wierzbno w tymże powiecie. Dla gromady ustalono 12 członków gromadzkiej rady narodowej.
1 stycznia 1958 gromadę Witkowo włączono do powiatu stargardzkiego w tymże województwie.
Gromadę zniesiono 1 stycznia 1969, a jej obszar włączono do nowo utworzonej gromady Stargard-Kluczewo w tymże powiecie.